# Michael Cudlitz

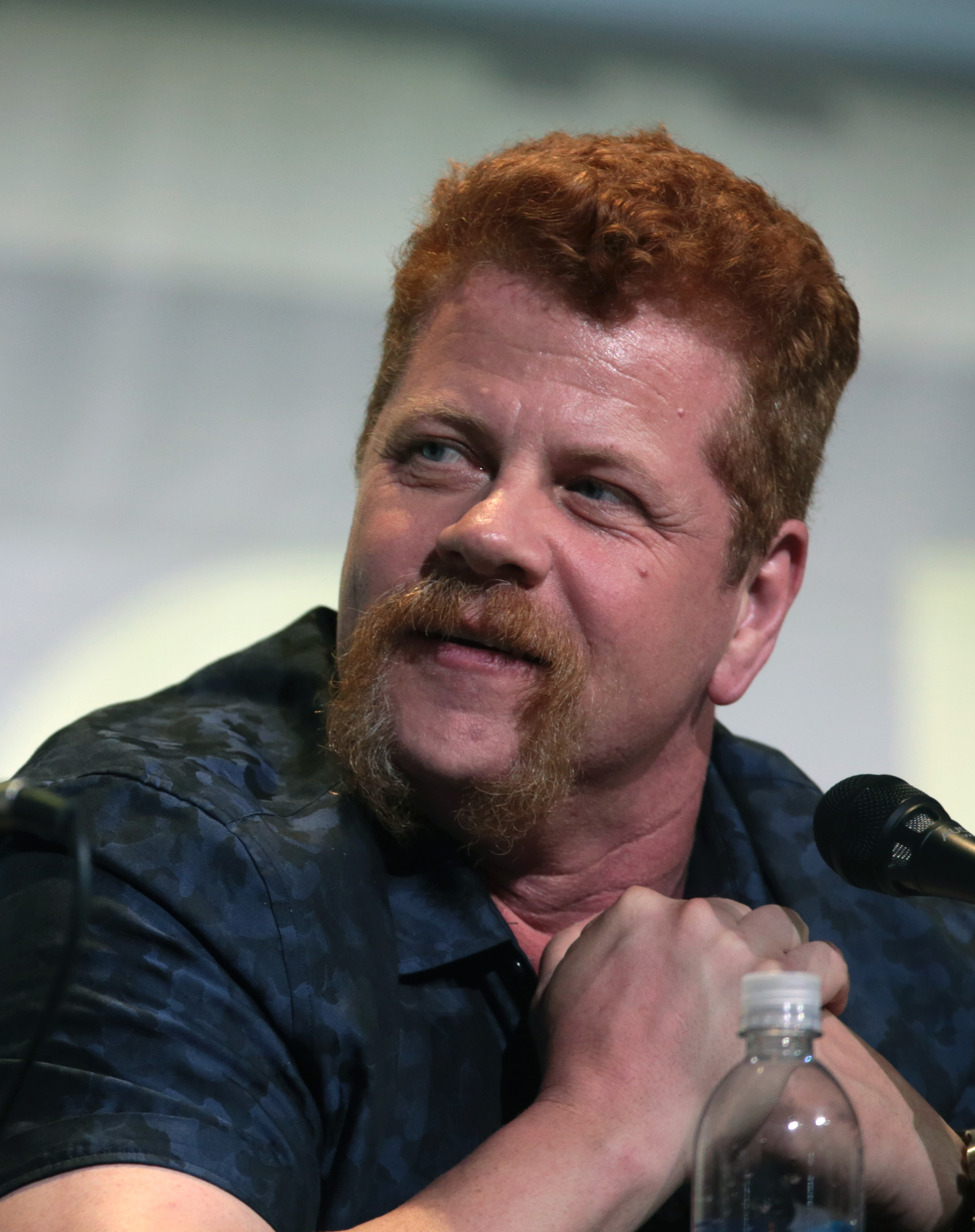
Michael Cudlitz auf der Comic-Con 2016

Michael Cudlitz (* 29. Dezember 1964 auf Long Island, New York) ist ein US-amerikanischer Schauspieler und Regisseur.

## Leben
Cudlitz wuchs in Lakewood, New Jersey auf, wo er 1982 die Lakewood High School abschloss. Er besuchte das California Institute of the Arts (CalArts). Anfänglich spielte Cudlitz Nebenrollen in Fernsehserien wie 21 Jump Street, Unser lautes Heim und Eine starke Familie. Die erste größere, durchgehende Rolle spielte Cudlitz 1992/1993 als Tony Miller in der Serie Beverly Hills, 90210.
Er spielte oft kleinere Nebenrollen in US-amerikanischen Serien darunter CSI: Den Tätern auf der Spur, 24, Lost, Prison Break und Life. 2001 übernahm Cudlitz die Rolle des Sgt. Denver „Bull“ Randleman in neun Folgen der Mini-Serie Band of Brothers – Wir waren wie Brüder. Des Weiteren spielte er in der TNT-Fernsehserie Southland den Polizisten John Cooper. 2011 spielte Cudlitz in dem Fernsehfilm Tage der Unschuld an der Seite von Dermot Mulroney und Anne Heche. Ab 2014 bis 2016 spielte er die Rolle des Sergeant Abraham Ford in der US-Fernsehserie The Walking Dead, in welcher er auch in einigen Episoden (9.07, 10.04, 11.11) Regie führte.

## Sprechrollen
Cudlitz ist die Stimme von Sgt. Glenn „Hawk“ Hawkins im Videospiel Call of Duty 2: Big Red One. Er spricht außerdem Corporal Griffen in den Videospielen Call of Duty 4: Modern Warfare und Call of Duty: Modern Warfare 3.

## Requisiteur und Konstrukteur
Cudlitz arbeitet auch bei verschiedenen Film- und Fernsehproduktionen in unterschiedlichen Funktionen am Set. Er war als Zimmermann, Set-Konstrukteur, Propmaker-Gangchef und Konstruktions-Koordinator tätig.

## Privatleben
Er ist mit Rachel Cudlitz verheiratet. Er traf seine Frau während ihrer gemeinsamen Studienzeit am CalArts. Das Paar hat Zwillinge.

## Filmografie (Auswahl)

### Filme
- 1992: Aus der Mitte entspringt ein Fluß (A River Runs Through It)
- 1993: Vergewaltigt – Jung und schuldig (The Liars' Club)
- 1996: Mighty Ducks III – Jetzt mischen sie die Highschool auf (D3:The Mighty Ducks)
- 1997: Ein Mann – ein Mord (Grosse Pointe Blank)
- 1998: Verhandlungssache (The Negotiator)
- 1998: Durst – Die Epidemie (Thirst)
- 1999: Auf die stürmische Art (Forces of Nature)
- 2006: Running Scared
- 2008: Spritztour (Sex Drive)
- 2009: Surrogates – Mein zweites Ich (Surrogates)
- 2009: Stolen Lives
- 2011: Tage der Unschuld (Silent Witness)
- 2013: Gangster Chronicles (Pawn Shop Chronicles)
- 2013: Dark Tourist
- 2014: Cesar Chavez
- 2018: Driven
- 2021: Red Stone
- 2022: Off the Grid – Wie weit würdest du gehen? (Manifest West)
- 2023: Beautiful Disaster
- 2024: Unspoken

### Fernsehserien
- 1991: 21 Jump Street – Tatort Klassenzimmer (21 Jump Street, Folge 5x20)
- 1991–1992: Unser lautes Heim (Growing Pains, 2 Folgen)
- 1992: Eine starke Familie (Step by Step, Folge 1x14)
- 1992–1993: Beverly Hills, 90210 (11 Folgen)
- 1996: Emergency Room – Die Notaufnahme (ER, Folge 2x16)
- 1996: Renegade – Gnadenlose Jagd (Renegade, 2 Folgen)
- 1997: Party of Five (Folge 4x02)
- 1997: JAG – Im Auftrag der Ehre (JAG, Folge 02x11)
- 1998: Hör mal, wer da hämmert (Home Improvement, Folge 8x01)
- 1999: Buffy – Im Bann der Dämonen (Buffy the Vampire Slayer, Folge 3x13)
- 2001 Six Feet Under – Gestorben wird immer (Folge 1x08)
- 2001: Band of Brothers – Wir waren wie Brüder (Band of Brothers, Miniserie, 9 Folgen)
- 2001–2009: CSI: Vegas (CSI: Crime Scene Investigation, 2 Folgen)
- 2002–2003: 24 (3 Folgen)
- 2003: JAG – Im Auftrag der Ehre (Folge 9x07)
- 2005: CSI: Miami (Folge 3x16)
- 2005: Medical Investigation (Folge 1x15)
- 2005: Over There – Kommando Irak (Over There, Folge 1x03)
- 2005: Prison Break (2 Folgen)
- 2005: CSI: NY (Folge 2x19)
- 2005: Sleeper Cell (2 Folgen)
- 2005: Las Vegas (Folge 2x12)
- 2005, 2008: Lost (2 Folgen)
- 2006–2007: Standoff (18 Folgen)
- 2007: Bones – Die Knochenjägerin (Bones, Folge 3x03)
- 2007: Criminal Minds (Folge 3x07)
- 2007–2008: Life (3 Folgen)
- 2009–2013: Southland (42 Folgen)
- 2009: Knight Rider (Folge 1x13)
- 2009: Eleventh Hour – Einsatz in letzter Sekunde (Eleventh Hour, Folge 1x14)
- 2013–2017: The Walking Dead (27 Folgen)
- 2015: Noches con Platanito (Talkshow, eine Folge)
- 2015: Ballers (2 Folgen)
- 2016: House of Lies (2 Folgen)
- 2017: Kings of Con (Talkshow, Folge 1x08)
- 2018: Young Sheldon (Folge 1x19)
- 2018–2019: The Kids Are Alright (23 Folgen)
- 2020: Bosch: Legacy (1 Folge)
- 2021: Clarice Starling – Das Erwachen der Lämmer (Clarice, 13 Folgen)
- 2023–2024: Superman & Lois (12 Folgen)

### Requisite und Konstruktion
- 1988: White Monster (The Unnamable) – Zimmermann
- 1986–1988: Geschichten aus der Schattenwelt (Tales from the Darkside, Fernsehserie, 12 Folgen) – Zimmermann
- 1989: Wings of Freedom (W.B., Blue and the Bean) – Set-Konstruktion
- 1989: C.H.U.D. – Das Monster lebt (C.H.U.D. II – Bud the Chud) – Zimmermann
- 1990–1993: Beverly Hills, 90210 (Fernsehserie, 65 Folgen) – Konstruktions-Koordinator
- 1996: Dunston – Allein im Hotel (Dunston Checks In) – Propmaker-Gangchef
- 1998: American History X – Konstruktion
- 2007: Nobel Son – Propmaker

### Videospiele
- 2005: Call of Duty 2: Big Red One
- 2007: Call of Duty 4: Modern Warfare
- 2011: Call of Duty: Modern Warfare 3